# Сучанская долина
43°41′07″ с. ш. 133°30′40″ в. д. / 42°50′33″ с. ш. 132°59′29″ в. д. — исток / устье реки Партизанской
… вся долина перед вами, и вы можете рассматривать её, как молодую девушку, которая села бы к вам на колени.
Она очень красива в своём зелёном наряде с жёлтыми и красными полосами, со сверкающими камнями, связанными блестящими нитями.
Каждый камень — маленькое озеро, а жемчужные нити — мелкие ручьи, которые блуждают туда-сюда в густой траве, как заблудившиеся дети.
Она такая чистая и свежая, как будто её сотворили сегодня утром, и стыдливо разворачивает перед вами синюю кисею туманов.
Суча́нская доли́на — долина реки Партизанской, берущей своё начало в горах Пржевальского — южного отрога горного хребта Сихотэ-Алиня. Название китайское, получено от реки, которая до 1972 года называлась Суча́н, что означает — цветущий. Реку переименовали, но за самой долиной закрепилось прежнее название.
Образное название долины в её нижнем течении — Золотая, то есть богатая.

## Описание
Русский путешественник Н. М. Пржевальский, побывав в ноябре 1868 года со своей экспедицией в Сучанской долине, так описал в воспоминаниях первое впечатление: «Из всех прибрежных долин Зауссурийского края самая замечательная по своему плодородию и красоте есть, бесспорно, долина реки Сучана, которая вытекает из главного хребта Сихоте-Алинь и, стремясь почти в меридиональном направлении к югу, впадает в залив Америка».

### Климат и растительность
Климат Сучанской долины характеризуется умеренно-жарким и дождливым летом, сухой и солнечной осенью и малоснежной холодной зимой. Это обуславливается муссонами — периодическими направлениями ветра, дующими почти всё время только в двух направлениях: весной и летом — с моря, а полгода — осенью и зимой — с суши. Весенние и летние морские тёплые ветры приносят много тепла и влаги. Основное количество осадков выпадает в межсезонье — в начале весны и в конце лета. Быстрый сток воды в речную систему реки Партизанской обеспечивается гористым рельефом местности, что приводит к быстрому повышению уровня воды в водоёмах. Особенно большие паводки происходят в летне-осенний период, которые превышают даже весеннее половодье. Такое географическое положение и климатические условия накладывают определённый отпечаток на растительный мир долины, бо́льшая часть которой покрыта смешанными лесами (берёза, липа, клён и др.), возвышенные места — тёмнохвойными пихтовыми. Эти деревья перемежаются с представителями жарких стран — виноградниками, лианами, кишмишом, бархатным деревом, южными сортами фруктовых деревьев.

### Сучанский каменноугольный бассейн
Каменноугольный бассейн получил своё название по территориальному расположению — в долине реки Сучан. Это единственный бассейн на Дальнем Востоке, имеющий высококалорийный коксующийся уголь. Первые сведения о наличии месторождения угля в Сучанской долине были получены горным инженером И. Боголюбским в 1871 году.

50 вёрст выше устья Сучана есть китайская деревня Пинсау, где долина реки расширяется на 10 вёрст. Тут обнажается известковый утёс. Параллельно Сучану, по правому берегу, идёт отрог Сихота-Алиня, хребет Сучанский, в котором есть вершина ЧинъЧинъ-Лаза, а ниже р. Хомегу — гора Пинсау. В Сучанском хребте, в верстах пяти от Сучана, по правому берегу обнажается в песчаник пласт антрацитовидного каменного угля в 1 аршин толщины— Иннокентий Семёнович Боголюбский. Очерк Амурского края, южной части Приморской области и острова Сахалина. elib.rgo.ru (1876).
Экспедиция инженера Д. Л. Иванова, проработавшая здесь с 1888 по 1893 год подтвердила наличие огромных запасов угля в недрах долины. Первая группа рабочих-горняков из Екатеринославской губернии, в количестве 70 человек, прибыла на рудник 17 октября 1901 года. 26 декабря 1901 года была заложена первая шахта на Сучане, первые жилые бараки и состоялось освящение рудника. 27 апреля 1932 года поселение Сучанский Рудник получило статус города. Общая площадь каменноугольного бассейна составляет порядка 8000 км2 с запасами угля около 0,5 млрд т..
10 июня 1892 года управляющий Министерством путей сообщения сделал распоряжение о производстве изыскательских работ Сучанской узкоколейной железной дороги, предназначаемой для доставки каменного угля с Сучанского рудника в бухту Находка для снабжения углём судов Тихоокеанской эскадры в течение всей годичной компании, когда бухта Находка свободна ото льда. По проекту полная длина железнодорожной линии должна была быть 42,606 версты. Но постоянные разливы реки, вдоль которой планировалась укладка железнодорожного полотна, трудности прохождения скалистых грунтов, увеличили длину пути до 61 км. В 1902—1903 гг. были также проведены дополнительные изыскания по прокладке железной дороги до Владивостока. Строительство железнодорожной ветки было начато лишь в 1903 году. В мае 1904 года правительством было принято решение о срочном строительстве линии Сучан — 30-я верста Уссурийской железной дороги, а 12 июня вышло постановление о прекращении всех работ по сооружению пути Сучан — Находка. Новый проект предполагал постройку на линии 30-я верста — Кангауз ширококолейной дороги, а Кангауз — Сучан — узкоколейной. Использовался в основном дешёвый труд наёмных китайских и корейских рабочих; русские составляли не более 10 %. Но Русско-Японская война помешала дальнейшему строительству и в январе 1905 были прекращены все строительные работы. Работы возобновились в апреле 1906 года и 15 ноября 1907 движение было открыто полностью. Благодаря железнодорожной ветке Сучанский казённый каменноугольный рудник превратился в ведущее предприятие по добыче угля на российском Дальнем Востоке. Сучанский рудник был соединён железнодорожным сообщением непосредственно с Находкой летом 1935 года.

## Заселение долины
Интенсивное заселение долины из западных районов России началось после 1880-х годов. Оно шло от побережья залива Америка по берегам реки Сучаны вверх по течению. До этого в устьевой местности были основаны четыре небольших поселения — Владимировка и Александровка (ныне село Владимиро-Александровское), Николаевка и Находка. Одними из первых относительно больших партий доставки переселенцев в Находку были опробованы в 1864 году из портов Або и Гельсингфорса Финляндии, входившей в то время в состав Российской империи. Для дальнейшего основного переселения колонистов использовался морской путь из Одессы через Суэцкий канал до Владивостока. Отправлялись из Одессы ранней весной и через полтора-два месяца прибывали во Владивосток. К осени на новом месте крестьянин успевал посеяться, построиться и собрать урожай, обеспечив себя и семью минимальным необходимым запасом на зиму. К 1886 году были основаны ещё шесть поселений: Голубовка, Золотая Долина (Унаши́), Перетино, Новицкое, Фроловка, Екатериновка. В основном все топонимические именования селений были привнесены из родных мест переселенцев. Крестьянам-колонистам предоставлялись особые права на землю на основании «Правил для поселения русских и иностранцев в Амурской и Приморской областях Восточной Сибири» от 27.04.1861, введённые по настоянию Н. Н. Муравьёва-Амурского. Крестьянам предоставлялся выбор форм землевладения — частная собственность, вечное пользование или временное владение, и землепользование — надельное общинное или подворное, а также и то, и другое в одном и том же поселении. В начале XX века началось строительство школ и церквей. Основными первыми переселенцами в эти годы были из северной части Черниговской губернии (ныне территория Суражского района Брянской области). Постепенно заселение территории продвигалось дальше вглубь долины.
Колонизация Сучанской долины сопровождалась открытым сопротивлением враждебно настроенных оседлых постоянно проживавших здесь манз и временных сезонных китайских отходников и трудовых мигрантов из восточной части Маньчжурии, которые прибывали сюда для охоты, рыбной ловли и добычи морепродуктов, намывки золота. Конфликты сопровождались грабежами и обоюдными убийствами, а часто манзы и хунхузы вырезали целые семьи переселенцев не оставляя в живых даже малых детей. Земля новым поселенцам выделялась там, где уже находились фанзы манзов. Осенью 1885 года началось массовое выселение манз из долины реки Сучан в Китай и также в другие районы Приморья. Выселении производилось таким образом, чтобы не дать им разориться. Манзы увозили с собой собранный урожай, скот, домашнюю утварь.
По данным на июнь 1893 года Сучанская волость состояла из 13 деревень (11 русских и 2 корейских). В русских деревнях проживало 1023 человека мужского пола и 916 — женского.

## Населённые пункты в долине
От истока до устья реки Партизанской:
| На правом берегу: | На левом берегу: |

| - Слинкино - Углекаменск - Казанка - Калиновка - Партизанск - Лозовый | - Новая Сила - Железнодорожный разъезд 151 км - Боец Кузнецов - Екатериновка - Голубовка - Находка | - Церковный - Романовский Ключ - Молчановка - Монакино - Сергеевка - Южная Сергеевка | - Ратное - Ястребовка - Фроловка - Орёл - Водопадное | - Николаевка - Новицкое - Перетино - Золотая Долина - Владимиро-Александровское |

## Водная система долины
Река Партизанская является основной водной артерией бассейна с многочисленными притоками — речками и ручьями. Недалеко от устья находится озеро Лебяжье, в которое впадает река Мананкина.
Основные притоки реки Партизанской от устья вниз по течению:
- Правые: руч. Малый Партизанский, руч. Узкий, р. Егоровский Ключ, руч. Правый Забайкальский, руч. Быстрый, руч. Татарский, р. Чёрная Речка, руч. Малый Водопадный, руч. Казённый, руч. Садовый, руч. Инженерный, руч. Крыженовский, руч. Малый Болотный, руч. Большой Болотный, р. Орлинка, р. Мельники, р. Тигровая, ручей Береговой, р. Постышевка, р. Ворошиловка, р. Пасечная, р. Погон;
- Левые: руч. Тигровый, руч. Буреломный, р. Дровосек, руч. Левый Забайкальский, руч. Церковный, р. Сашкин, руч. Безымянный, руч. Больничный, р. Чимодуров, р. Передереев, руч. Молчановский, руч. Дорожный, руч. Гористый, р. Сергеевка, р. Семёнов, р. Икрянка, р. Фроловка, р. Голованов, руч. Орлиный, р. Симоненкова, р. Водопадная, р. Ольга, р. Владимировка, р. Ивановская.

## Археологические памятники
Курганные некрополи:
Фроловские курганы письменно зафиксированы в 1888 году, находятся в 9—11 км от села Фроловки по дороге на село Сергеевку;
Николаевские курганы обнаружены в 2 км от посёлка Николаевки на левом берегу реки Партизанской. Отнесены к позднему средневековью;
Сергеевские курганы открыты в 1958 году в 20 км севернее села Сергеевки на левой террасе ключа Кандага. Захоронение датируется периодом Чжурчженьской империей Цзинь (1115—1134);
Монакинские курганы открыты в 2011 году в 2,8 км северо-восточнее деревни Монакино. Отнесено к польцевской культуре раннего железного века — конец 1-го тысячелетия до н. э. — начало 2-го тысячелетия н. э.
Городища:
Екатериновское (XI—XIII вв.) — в 2 км к северо-востоку от села Екатериновки;
Николаевское (Сучанское) (XI—XIII вв., по аналогии с другими подобными поселениями возможно VIII—X вв.) — в 200 м севернее посёлке Николаевке, на левом берегу реки Партизанской;
Шайгинское (вторая половина XII—первая половина XIII вв.) — обнаружено в 1891 году в 3 км южнее села Сергеевки.
Стоянки:
в пещере им. Географического общества (Верхний палеолит). Расположена пещера в скале «Золотая Сопка» Екатериновского массива, в 2 км от села Екатериновки. Она была найдена и исследована Е. Г. Лешоком и В. И. Шабуниным в 1963—1965 гг.; в пещере были найдены палеолитические и неолитические орудия и огромное количество костных остатков плейстоценовых млекопитающих — мамонта, бизона, шерстистого носорога, гиены, лошади, тигра. Радиоуглеродный анализ показал, что человек заселил Сучанскую долину 32 570 лет назад;
в пещере 50 лет ВЛКСМ (конец 2—начало 1-го тысячелетия до н. э.). Обнаружена в 1972 году В. А. Татарниковым в 800 м юго-западнее села Новицкого;
в пещере Одиночка (конец 2—начало 1-го тысячелетия до н. э.). Обнаружена в 1972 году В. А. Татарниковым в 3 км севернее пещеры 50 лет ВЛКСМ ;
у деревни Монакино. Найдена в 1931 году Л. Иваньевым. Подъёмный материал находится в музее им. В. К. Арсеньева во Владивостоке.